# Comté de Lee (Caroline du Nord)
Pour les articles homonymes, voir Comté de Lee.
Le comté de Lee (en anglais : Lee County) est un comté américain situé dans le centre de l'État de Caroline du Nord. Son siège est la ville de Sanford. Nommé en hommage à Robert Lee, général de l'Armée des États confédérés, le comté est fondé en 1907. Au recensement des États-Unis de 2010, il compte 57 866 habitants.

## Comtés adjacents
Le comté de Lee est bordé par le comté de Chatham au nord, par le comté de Harnett au sud-est et par le comté de Moore au sud-ouest.

## Démographie
| Groupe                           | Comté de Lee | Caroline du Nord | États-Unis |
| -------------------------------- | ------------ | ---------------- | ---------- |
| Blancs                           | 66,9         | 68,5             | 72,4       |
| Afro-Américains                  | 20,0         | 21,5             | 12,6       |
| Autres                           | 9,2          | 4,4              | 6,4        |
| Métis                            | 2,4          | 2,2              | 2,9        |
| Asiatiques                       | 0,9          | 2,2              | 4,8        |
| Amérindiens                      | 0,7          | 1,3              | 0,9        |
| Total                            | 100          | 100              | 100        |
|                                  |              |                  |            |
| Hispaniques et Latino-Américains | 0,7          | 8,4              | 16,7       |

| 1910   | 1920   | 1930   | 1940   | 1950   | 1960   |
| ------ | ------ | ------ | ------ | ------ | ------ |
| 11 376 | 13 400 | 16 996 | 18 743 | 23 522 | 26 561 |

| 1970   | 1980   | 1990   | 2000   | 2010   | - |
| ------ | ------ | ------ | ------ | ------ | - |
| 30 467 | 36 718 | 41 374 | 49 040 | 57 866 | - |